# كريم أباد سرغريتش (فارياب)
كريم أباد سرغريتش (بالفارسية: کریم‌آباد سرگریچ) هي قرية تقع في البلدة المركزية في إيران. يقدر عدد سكانها بـ 75 نسمة.